# Эрьмезь
«Эрьмезь» (первоначальное название — «Эрьмезь ды Котова») — эпическая поэма (или поэма-сказка) поэта и писателя Якова Кулдуркаева, посвящённая прошлому эрзянского народа. Написана в сказочно-романтической форме. Нарративно близка к поэме Пушкина «Руслан и Людмила», а сюжетно — к трагедии Шекспира «Ромео и Джульетта».
Главный замысел автора заключался в том, чтобы показать эрзян и мокшан в качестве самобытных этносов, имеющих особые исторические корни и особые пути развития, в том числе сквозь призму противоречий, которые порой возникали между народами.

## История
Работу над поэмой Яков Кулдуркаев начал в начале 1920-х годов. Первые главы были опубликованы 28 октября 1928 года в газете «Якстере теште» (рус. «Красная Звезда») при поддержке Фёдора Чеснокова, Петра Глухова и Артура Моро.
Полностью поэма была издана лишь в 1935 году, однако из-за того, что в 1938 году писатель был репрессирован и провозглашён «врагом народа», публикации по поэме были впоследствии изъяты практически из всех библиотек СССР и долгое время не издавались. Лишь после реабилитации писателя отрывки из поэмы снова начали появляться на страницах газет («Сятко», «Мокша» и т. д.), а также переводиться на другие языки. В частности, первый полноценный перевод на русский язык осуществил поэт Сергей Поделков в 1976 году. Кроме того, произведение выходило и в переводе на мокшанский язык.

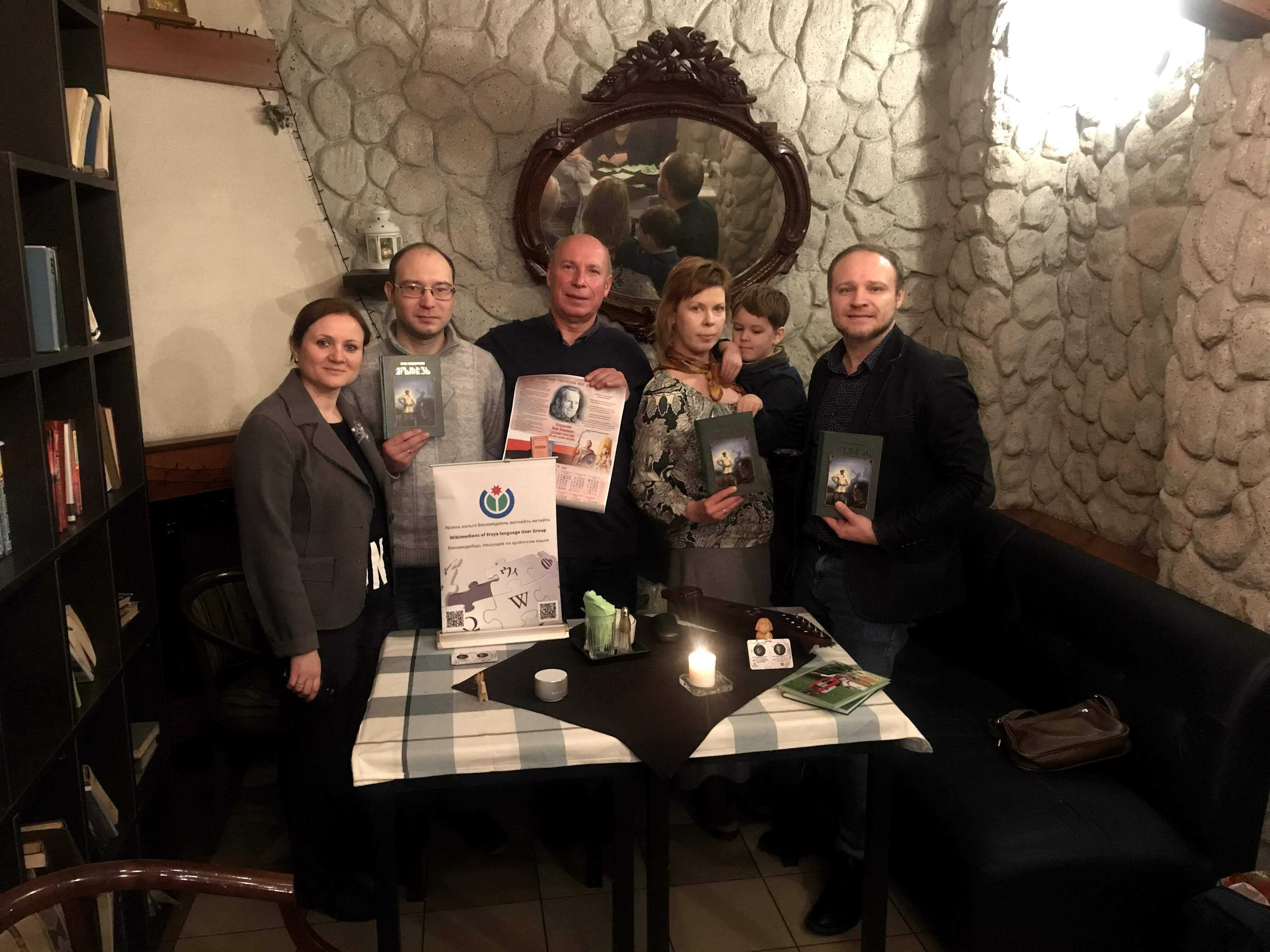
Презентация поэмы, изданной отдельной книгой Фондом «Руця» в 2020 году (Санкт-Петербург)

После 1988 года Мордовское книжное издательство выпустило целый сборник писателя «Кезрень пингеде, эрзянь раскеде», в котором первым произведением была поэма «Эрьмезь».
В 2019 году в рамках празднования 125-летнего юбилея писателя мордовский фонд «Руця» выступил с инициативой издать поэму отдельной книгой сразу на двух языках — эрзянском и русском. В 2020 году она была представлена в Санкт-Петербурге и в Саранске.

## Сюжет
События происходят в XIII веке. Эрзянский воин по имени Эрьмезь влюбляется в мокшанскую княжну Котову, отец которой, коварный Пурейша, сначала задаёт витязю сложные поручения, а потом, поняв, что тот справляется с задачами, пытается его обмануть. Однако Эрьмезь похищает Котову, после чего разгневанный князь зовёт на помощь соседей. В завязавшейся войне Эрьмезь трагически погибает, а после него и его возлюбленная.

### Персонажи
- Дуварма — рассказчик.
- Эрьмезь — главный герой, мордовский воин.
- Котова — возлюбленная главного героя, мокшанская княжна.
- Пургас — мордовский князь.
- Пурейша — мокшанский князь, отец Котовы.
- Дыдай — друг главного героя, пастух.

## Поэтика
Композиционно поэма разделена на несколько частей. Начинается с подзаголовка «Ёвкс кезэрень пингеде» (рус. «Сказка о давних временах»).
Сказочная составляющая, лежащая в основе произведения, тесно переплетается с исторической (князья Пургас и Пурейша — реальные исторические фигуры).
Язык произведения просторечный, насыщенный элементами устного народного творчества.

## Отзывы
По утверждению мордовской интеллигенции считается одним из самых ярких произведений эрзянской литературы. В частности, эрзянский поэт Артур Моро так отзывался об этой поэме:
В тридцатые годы была создана гениальная поэма Я. Я. Кулдуркаева «Эрьмезь», которую по значимости для мордовского народа можно сравнить только со «Словом о полку Игореве» для русского народа. Эта поэма стала сияющей вершиной мордовской поэзии и всей литературы и служит большим вкладом в сокровищницу мировой поэзии…
Как отмечал А. Г. Борисов, «это произведение является поистине образцом высокой поэтической культуры. Автору удалось преодолеть прямые заимствования, подражание фольклору и добиться творческого осмысления народно-поэтического материала».